# Forteresse de Sténos
 (octobre 2023).
La forteresse de Sténos (en bulgare : Крепост Стенос) est située dans le col dénommé Porte de Trajan, qui relie le plateau de Sofia à la vallée de la Thrace

## Restauration
Les fouilles archéologiques ont commencé sur le site en 1975 , sous la direction de Dimitrina Djonova.
La restauration a été effectuée par la municipalité de Kostenets, avec le financement du programme opérationnel d'Etat "Développement régional". Cette restauration fut très critiquée du fait de l'éloignement de l'architecture initiale telle qu'elle résulte des écrits anciens, du non respect des règles de conservation et de restauration, ce qui n'a pas permis l'inscription du monument au Patrimoine mondial de l'UNESCO . Le site touristique fut inauguré en août 2015.